# 笹原操希
笹原 操希（ささはら みさき、2004年2月9日 - ）は、長野県長野市出身のプロ野球選手（外野手）。右投右打。読売ジャイアンツ所属。

## 経歴

### プロ入り前
長野市立裾花小学校3年生の時に長野南リトルで野球を始め、長野市立裾花中学校時代は長野南リトルシニアに所属。
上田西高等学校では1年春から非凡な打撃を見せ4番打者に抜擢される。2年秋の東信地区大会決勝からは積極性と対応力を見込まれ1番に固定され、北信越大会は12試合で打率.442を記録して準優勝。3年春は第93回選抜高等学校野球大会に出場。1回戦で花田侑樹擁する広島新庄と対戦し、「1番・中堅手」として2安打を放つも、延長12回、0-1でサヨナラ負けを喫した。3年夏は長野県大会ベスト8に終わった。高校時代の1年先輩に髙寺望夢がいる。
2021年10月11日に行われたプロ野球ドラフト会議において、読売ジャイアンツから育成選手ドラフト4位で指名を受け、11月24日に支度金290万円、年俸360万円（金額は推定）で仮契約を結んだ。背番号は009。

### 巨人時代
2022年は二軍で3試合に出場し、安打を1本記録した。
2023年は二軍で16試合に出場。8月19日のイースタン・リーグのヤクルト戦で原樹理から公式戦初本塁打となる3点本塁打を放った。最終的に打率.226、1本塁打、4打点を記録した。
2024年は春季キャンプを三軍でスタートするも、打率.317とアピールし、7月に二軍昇格。二軍でも48試合に出場して打率.288、0本塁打、11打点と成長を見せた。オフには2024アジアウィンターベースボールリーグに参加し、NPB所属選手ではトップとなる打率.340、17安打と結果を残した。
2025年も4月13日までに二軍戦に14試合出場して打率.375、5盗塁と結果を残し、14日に支配下選手登録された。背番号は69。丸佳浩、トレイ・キャベッジが負傷離脱し、外野手が手薄なチーム事情もあり、16日に一軍登録され、横浜DeNAベイスターズ戦（東京ドーム）に「8番・右翼手」でプロ初出場した。出塁こそなかったものの、第1打席には相手先発のトレバー・バウアーからレフトへ大飛球を放った。

## 選手としての特徴・人物
高校通算33本塁打のパンチ力と、遠投105mの強肩、50m走6.0秒の俊足も兼ね備える。
子供の頃から大の巨人ファンで、憧れの選手は坂本勇人。
二軍監督を務める桑田真澄は、「（走攻守）3拍子そろったバランス型」と評している。二軍打撃コーチを務める橋本到は、「試合の最初から出て、3～4打席の間で結果を残す、長野久義のようなレギュラータイプ」と評している。
目標としている選手は鈴木誠也。

## 詳細情報

### 記録
初記録
- 初出場・初先発出場：2025年4月16日、対横浜DeNAベイスターズ4回戦（東京ドーム）、「8番・左翼手」で先発出場[18]
- 初打席：同上、2回裏にトレバー・バウアーから左飛[16]
- 初安打：2025年4月17日、対横浜DeNAベイスターズ5回戦（東京ドーム）、8回裏に東克樹から左前安打[19]

### 背番号
- 009（2022年 - 2025年4月13日）[8]
- 69（2025年4月14日 - ）[14]